# Campfire Songs
Campfire Songs ist das dritte Album der Experimentalband Animal Collective aus Baltimore. Es wurde im November 2001 aufgenommen und dann im März 2003 bei Catsup Plate, später beim bandeigenen Label Paw Tracks veröffentlicht.

## Entstehungsgeschichte
Das Album beinhaltet fünf Songs, welche an einem Stück gespielt und aufgenommen wurden. Obwohl das Album im November entstand, wurden die Songs draußen auf einer Hausveranda in Maryland produziert. Man nutzte drei MiniDisc-Rekorder von Sony mit ECM-MS907-Mikrofonen von Sony, welche strategisch um die Band platziert wurden. Hintergrundgeräusche und Feldaufnahmen wurde ebenfalls aufgezeichnet und später in die Songs integriert. Das Album wurde in der Wohnung von Avey Tare in Bushwick gemixt und letztendlich mit Nicholas Vernhes gemastert.
Über die Aufnahmen und die Ideen für dieses Album erzählte Panda Bear 2005 in einem Interview:

„Wir hatten für eine Weile die Idee, etwas wirklich Warmklingendes und Einladendes zu produzieren, mindestens drei oder vier Jahre. Wir wollten es so gestalten, dass es sich wie ein Lagerfeuer anfühlt und das ließ uns dann an Lagerfeuerlieder (Campfire Songs) denken, wo du auch mit einer Gruppe von Leuten mitsingen kannst und jeder ist zusammen und fühlt sich sicher und gut. Es war eigentlich nicht spontan oder improvisiert. […] Wir arbeiteten für einen Monat oder so bloss daran, die Übergänge zwischen den Liedern zu harmonisieren. Ich glaube immer noch, der Übergang von Queen Of My Pictures in Doggy ist eines der besten Dinge, die wir je gemacht haben. Ich war auch wirklich aufgeregt über meinen Gesang auf Campfire Songs, glaube ich, weil ich mich fühlte, als würde ich Dinge tun, die für mich schwierig waren“

## Besetzung
Die drei Animal Collective-Mitglieder auf diesem Album sind Avey Tare, Panda Bear und Deakin, der hier zum ersten Mal mitspielt. Es ist ihr einziges Album in dieser Besetzung. Obwohl Geologist nicht mitspielt, war er bei den Aufnahmen zugegen und arbeitete mit den Aufnahmegeräten. Zu diesem Zeitpunkt gab es das Animal Collective noch gar nicht. Stattdessen sollte Campfire Songs nicht nur bloß der Name des Albums, sondern auch der des Interpreten sein. Dennoch steht in den neueren Kopien der Albenbooklets Animal Collective.

## Diverses
Etwa eine Woche vor den Aufnahmen spielten sie das gesamte Album live in der Kneipe Tonic in New York City, während das Publikum direkt neben ihnen saß.
Campfire Songs ist eines der beiden Animal Collective-Alben, welches ein Booklet mit den gesamten Songtexten beinhaltet. Das andere Album dieser Art ist Strawberry Jam von 2007.
Die originale Catsup Plate-Version des Albums ist seit 2008 ausverkauft. Es wurde von Paw Tracks Records am 26. Januar 2010 wiederveröffentlicht.

## Rezeption
3,5 von 5 Sternen erhält das Album bei allmusic. Der Kritiker Gregory Heany schrieb dort:

„Die luftige Schönheit der gesanglichen Harmonien und die fließenden Übergänge zwischen den Songs zeigen die Absicht und die Weitsicht und so entsteht eine Serie von Tracks, welche eher musikalisch als pure Klanglandschaften sind, jedoch auch keine Lieder im traditionellen Sinne. Während Campfire Songs längst nicht so dicht und kinetisch ist, wie es das spätere Werk von Animal Collective werden sollte, zeigt es ihr Können für übereinander geschichtete Harmonie und experimentelle Songstrukturen, welche dieses Album zu einem feinen Teil für atmosphärisches Kopfhörer-Hören macht.“

## Titelliste
1. "Queen In My Pictures" – 9:58
2. "Doggy" – 4:39
3. "Two Corvettes" – 4:58
4. "Moo Rah Rah Rain" – 11:01
5. "De Soto de Son" – 11:34